# Jaciment romà de Quinta da Abicada
El jaciment romà de Quinta da Abicada es troba a Mexilhoeira Grande, a Portimão. Es tracta d'una vil·la romana, que haurà estat una gran mansió. L'excavà José Leite de Vasconcellos el 1919. Aquest monument és conegut sobretot pels seus mosaics de motius geomètrics, que foren traslladats a museus de Portimão i Lagos per preservar-los. La vil·la estigué habitada principalment entre els segles I i IV, amb proves de possible ocupació posterior. Està classificada com a Monument Nacional.

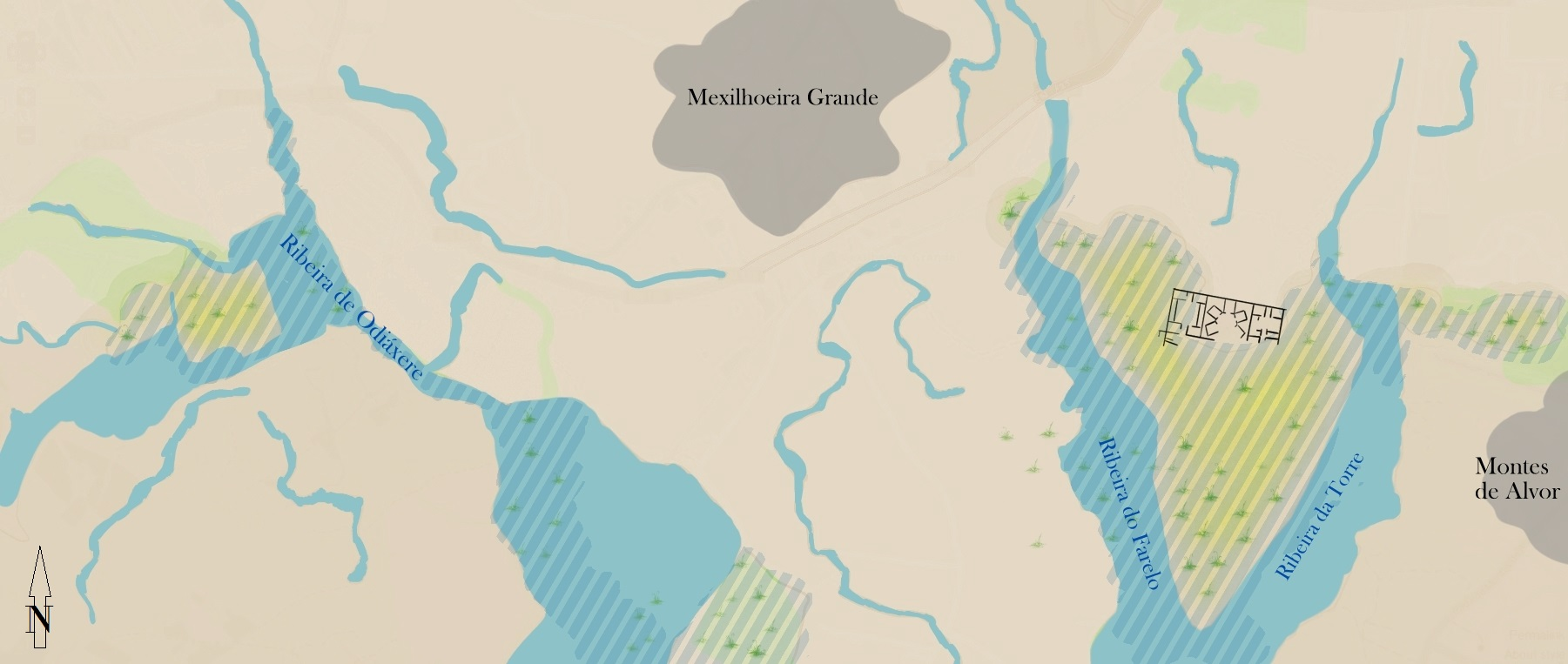
Mapa de la zona d'Abicada

## Descripció

### Situació
Les ruïnes estan situades en una zona plana a la península d'Abicada, formada per la confluència del Farelo i de Senhora do Verde, a la ria d'Alvor. Aquest lloc fou triat perquè es troba a la ria d'Alvor i prop d'una carretera principal, que faciliten l'accés terrestre i marítim, amb bona vista, i açò se solia cercar per a les villae romanes.
Es troba prop del poble de Figueira, a la freguesia de Mexilhoeira Grande, part del municipi de Portimão. És a prop de 7,5 km de Portimão, i a 10 km de Lagos. És el principal vestigi arqueològic de la civilització romana a Mexilhoeira Grande, i s'hi han trobat altres indicis romans, com ara sepultures i estructures industrials, que indiquen que la zona de Mexilhoeira Grande hauria estat un centre de producció agrícola i piscícola.

### Composició
El conjunt visible de les ruïnes és una zona de 80 per 30 m, que pertany a l'estat, envoltada de propietat privada. Les ruïnes corresponen a un conjunt d'origen romà, que inclou una casa grans dimensions (pars urbana). El conjunt està dividit en tres parts: una zona productiva, l'edifici residencial, i algunes dependències. Durant les excavacions fetes per José Formosinho al 1938, es trobà un conjunt amb una àrea superior a 1.000 m², amb trenta divisions.

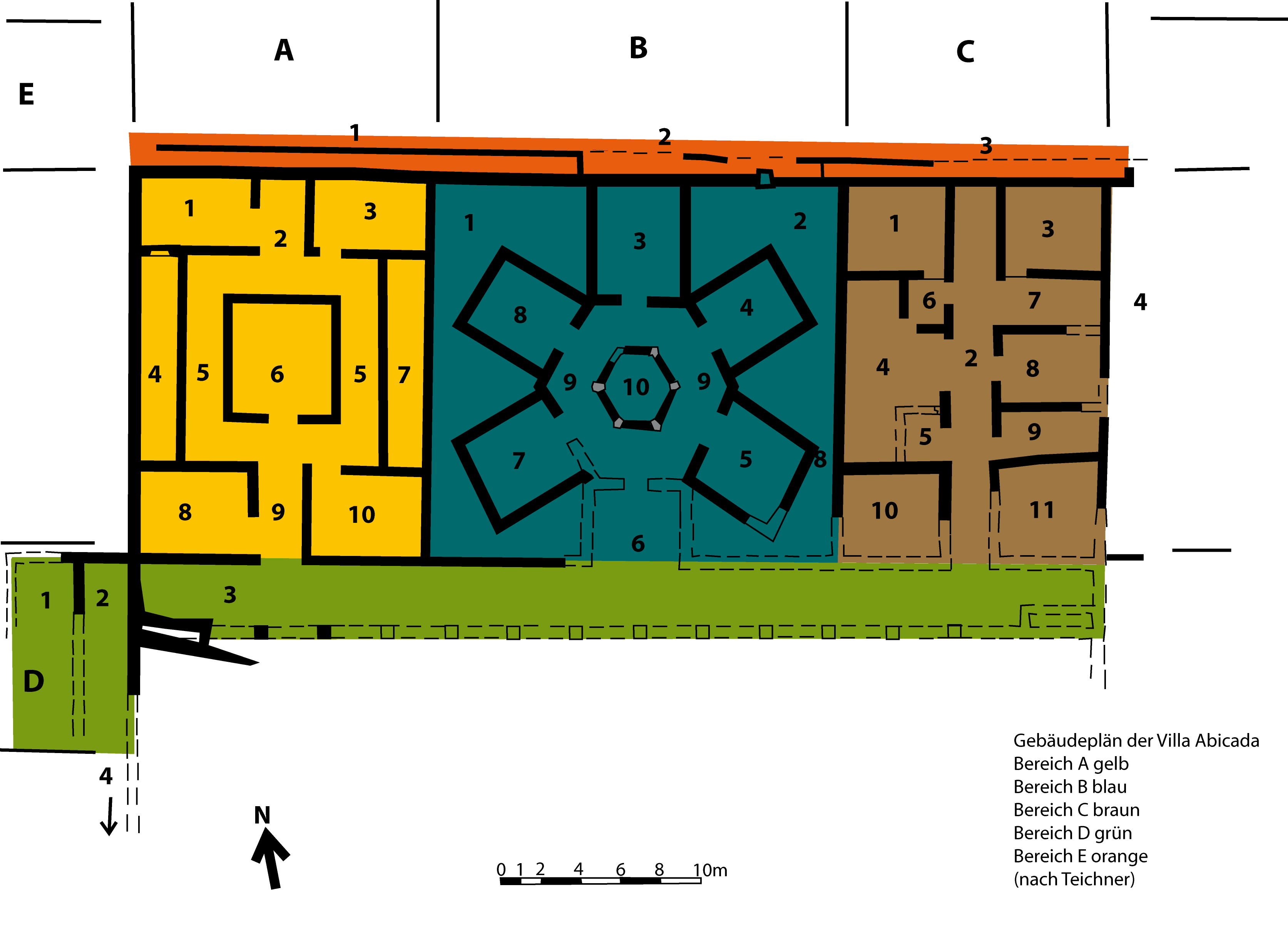
Planta de l'antiga casa d'Abicada

#### Edifici principal
La casa és una típica villa romana, de construcció complexa, i de gran qualitat i durabilitat: encara en resten molts vestigis de les parets, prop de 2.000 anys després de ser edificada.
Té forma rectangular, dividida en tres parts. Cada part tenia almenys una porta cap a l'exterior, totes girades al sud. La zona del mig estava distribuïda al voltant d'un pati central, de forma hexagonal. Aquesta configuració era poc comuna en les cases romanes, n'hi ha exemples semblants en les vil·les de Rabaçal, a Portugal, Valdetorres de Jarama, a Espanya, i Palazzo Pignano, a Itàlia. Aquesta zona va ser identificada per José Formosinho com a androceu, la part masculina de la casa, mentre que les sis divisions al voltant del pati serien cambres individuals (cubiculum). Al centre del pati, hi havia un tanc que recollia l'aigua de pluja (impluvium). La zona oest estava al voltant d'un peristil (peristylum), un pati orlat de columnes de forma rectangular, envoltat per un corredor (ambulacrum) que donava accés a cinc compartiments. Aquestes sales serien segurament el gineceu, la part de la casa destinada a les dones, i la sala de recepció (oeacus). En les ales esquerra i dreta del corredor hi havia les alae, sales allargades i estretes, on normalment es col·locaven els retrats dels avantpassats, amb el larari, un altar als déus de la família. El costat est n'era la zona utilitària, compost per diverses petites sales dividides per un corredor, on era la cuina, els rebosts i cambres per als esclaus. Aquesta zona tenia una canalització de plom que comunicava amb l'exterior.
Els corredors al voltant dels patis centrals tenien una coberta de teula (tegulae), d'estil romà, de forma rectangular i plana. La teulada recolzava en columnes de secció hexagonal, compostes per rajoles de quart de cercle.
Els compartiments de les zones central i oest tenien els paviments revestits amb panells de mosaics, que són considerats dels més significatius no sols de l'Algarve sinó de tot l'estat. Un dels motius utilitzats eren estreles de sis raigs dins de quadrats, emmarcats en dibuixos geomètrics fets amb tessel·les blanques, negres i roges.
També es trobaren vestigis d'estuc pintat en algunes parets en la zona ponent de l'edifici. En el gineceu, les parets estaven pintades amb murals de motius geomètrics en tons de blanc, roig obscur, groc ocre i blau petroli.
D'artefactes, no es trobaren massa vestigis a la zona d'Abicada: alguns fragments de ceràmica del tipus terra sigillata, la més apreciada durant la civilització romana, incloent-hi part d'una figura de perfil que oferia un objecte. També hi aparegueren tres fragments de ceràmica de terra sigillata clara, que només existia a la conca de la Mediterrània, i a Portugal només va ser trobada a la zona sud. Degué ser produïda al nord d'Àfrica entre 90-100 i 180-220, i és un exemple de les connexions comercials entre la futura regió de l'Algarve i la resta de la civilització romana. També s'hi trobaren tres fragments de vidre, dels quals un pertanyia a una urna de to verd gel, produït segurament a finals del segle i o inicis del II. Un altre fragment de vidre formava part d'una copa incolora, i el tercer era una tapadora igualment sense color, una peça considerada molt rara. Tots les peces de vidre són petites i delicades, probablement part d'atuells per a perfums, que durant el període romà es produïen a Orient, la qual cosa demostra que aquesta família romana seria prou rica. També s'hi recolliren artefactes metàl·lics, incloent-hi part d'un espill que tenia decoració geomètrica, una peça de gran valor, i diverses monedes dels segles I a IV, especialment petites monedes de bronze del segle IV, període en què la villa fou abandonada i després destruïda.

#### Zona productiva
Prop de 20 m de l'edifici principal, es trobà un celler, que fou totalment destruït pel propietari del terreny del segle xx. S'hi trobaren restes de premsa de vi i oli, i de tancs en Opus signinum, que alguns autors consideraren per a salaó, tot i que sembla poc probable per la situació.

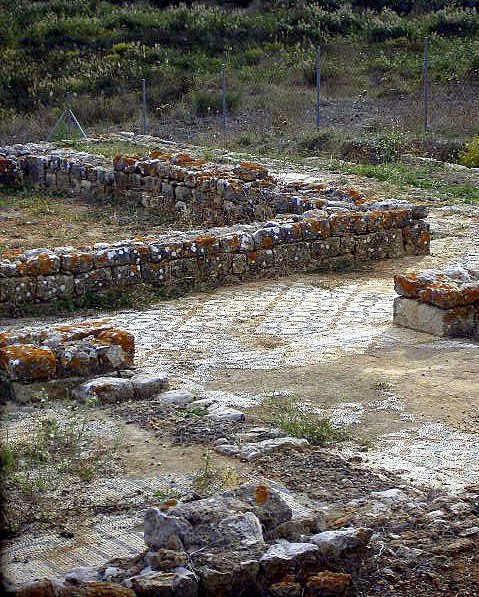
Jaciment de la Quinta da Abicada el 2006, encara amb vestigis dels mosaics

## Història

### Ocupació primitiva

#### Fundació i expansió
La regió de Mexilhoeira Grande fou habitada almenys des del Neolític: hi resten vestigis com ara menhirs, i els monuments funeraris d'Alcalar. També hi aparegueren cistes de l'edat del bronze a Mexilhoeira Grande, i restes de poblats de l'edat del ferro als municipis veïns. La població de la zona llavors eren conis, un poble d'origen indoeuropeu, i després turdetans, i hi havia un intens contacte comercial i cultural amb les civilitzacions mediterrànies, especialment fenicis i grecs.
En els primers segles de la nostra era, la península Ibèrica va formar part de la civilització romana. Les primeres campanyes romanes a la península començaren durant les guerres púniques, i continuaren després de la derrota de Cartago, fins a dominar tota la península, procés que trigà prop de 200 anys. La Guerra lusitana, moviment de resistència contra els exèrcits romans, es va iniciar el 155 ae, i va acabar al segle I, amb la derrota dels pobles nadius.
Des dels primers anys del domini romà les elits mostraren preferència pel sud-oest de la península, que després seria l'Algarve, a causa de la seua estabilitat en relació amb la resta de la península, el seu clima suau, el sòl fértil, i una extensa franja costera, rica en peix, que permetia l'establiment de ports per comunicar-se amb Roma. Així, es van formar diversos pobles al llarg de l'Algarve, que tenien la doble funció de servir de fastuoses residències per a les famílies més riques i grans explotacions agrícoles, com ara Cerro da Vila, a Vilamoura, Milreu, a Estoi, Lacóbrigaa Lagos i Abicada. La villa romana d'Abicada seria un d'aquests casos, concentrant en un indret una casa residencial i diverses estructures per a la preparació de productes agrícoles i piscícoles. Fou fundada en el segle i. Formava part d'un complex major: sols se n'ha excavat aquesta part, que és l'única estatal. La situació, en un turonet junt a la ria de l'Alvor, s'escollí per la fertilitat de les terres i la proximitat a l'oceà. En aquesta època la ria de l'Alvor era navegable, amb un intens trànsit comercial. A més del transport marítim, la villa tenia accés a una xarxa de carreteres, propera a Ipses (Alvor), Portus Hannibalis (Portimão) i Lacóbriga (Lagos). La població romana d'Abicada podria haver estat sota domini administratiu de la ciutat de Lacóbriga. El període de major prosperitat per a la regió seria al segle II, durant el règim de pax romana establerta pels emperadors Trajà (98-117), Hadrià (117-138), Antoní Pius (138-161) i Marc Aureli (161-180).
A més a més del complex d'Abicada, es trobaren altres dèsset indrets amb vestigis de civilització romana al voltant de Mexilhoeira Grande, especialment restes d'estructures industrials i funeràries. Un dels principals és Mesquita, situat a prop de 1.500 m de la vila, vora la carretera cap a Lagos, que va ser estudiat el 1878 pel pare Nunes da Glória i després per Estácio da Veiga, on hi havia restes d'un molí de marea, que aprofitava el moviment de les aigües de la ria de l'Alvor. Leite de Vasconcelos va trobar algunes sitges romanes a Malhadal, a prop de 3 km d'Alcalar, i al desembre de 1900 Santos Rocha va descobrir una premsa a Vale de Marinho. També aparegueren restes d'altres cinc sitges a la muntanya d'António José Serenho, dues moles a Almandanim, un forn a Monte Canelas, escòria d'una foneria a Peganheira, i un tanc per a salaó a Lameira. En estructures funeràries, s'identificaren dues làpides amb inscripcions romanes, una a Monte Velho descoberta el 1940 i destinada a un nen, i una altra a Cruzinha, trobada a finals del segle xix, les dues guardades al Museu Nacional d'Arqueologia de Lisboa. També hi havia necròpolis romanes a Mexilhoeira Grande i Malhadal, que foren destruïdes. Altres làpides i algunes columnes d'origen romà es trobaren a prop de l'església de la Senhora do Verde: aquest edifici fou construït damunt d'un temple romà, destinat al culte d'una deïtat femenina de l'aigua i de la fertilitat agrícola, posteriorment cristianitzat. També s'identificà una sepultura romana que contenia un fragment d'una urna de vidre i una moneda del segle primer, damunt d'un túmul neolític a Alcalar, la qual cosa demostra una sensibilitat de la població romana en relació amb les creences primitives, en aprofitar llocs sagrats per als seus propis fins. També aparegueren alguns artefactes a Mexilhoeira Grande, com ara un vas d'argila, monedes que ara són al Museu de Lagos, i una cap de carner de bronze, traslladat al Museu Nacional d'Arqueologia.

#### Decadència
A partir del segle III, comença un període de convulsió política a l'oest de l'Imperi romà, tot i la relativa situació estable de la península Ibèrica. El 406, un contingent alà entra a la península per invitació de Geronci, un general romà revoltat. Va ser derrotat per l'emperador Honori, que es posà d'acord amb els alans pel control de la península. D'aquesta forma, dominaren Lusitània, tot i que a causa del seu reduït nombre i inferioritat militar, no van arribar a causar gran impacte en la societat lusitana, ben organitzada i protegida en ciutats fortificades. Entre 416 i 417, però, els visigots entren a la península, a invitació d'Honori, per expulsar els alans, i són recompensats amb terrenys al sud de la Gàl·lia. Així, la península torna a estar sota control romà, tot i que depenent de les forces visigòtiques, i és un període de gran prosperitat. No obstant això, aquesta situació canvia al segle v, a causa de la invasió dels sueus, i a repetides incursions dels visigots, que van acabar per romandre a la península després de ser expulsats de la Gàl·lia pels francs i ostrogots, a partir del segle VI. La península resta sota el domini de la monarquia visigòtica, tot i que havien romàs les estructures locals romanes, després de la cristianització, i eren els bisbes els principals intermediaris entre les autoritats locals i els governants visigots, de religió arriana. Malgrat les diverses guerres civils, que van devastar la península, la zona sud de Lusitània va aconseguir mantenir-se incòlume, i continuà exportant cap a la Mediterrània, tot i que la destrucció de les classes més riques reduí la demanda del garum, que era considerat un producte de luxe. Així, va acabar el transport marítim del garum i d'altres productes, i això portà la decadència econòmica i posterior abandó de les antigues poblacions romanes, incloent-hi Abicada, entre els segles VI i VII. El complex d'Abicada, tal com va succeir amb les villae de Vilamoura i Milreu, presenta proves d'una possible habitació després del domini romà. No van ser trobades proves de la cristianització romana en la freguesia de Mexilhoeira Grande, potser pel seu desenvolupament.

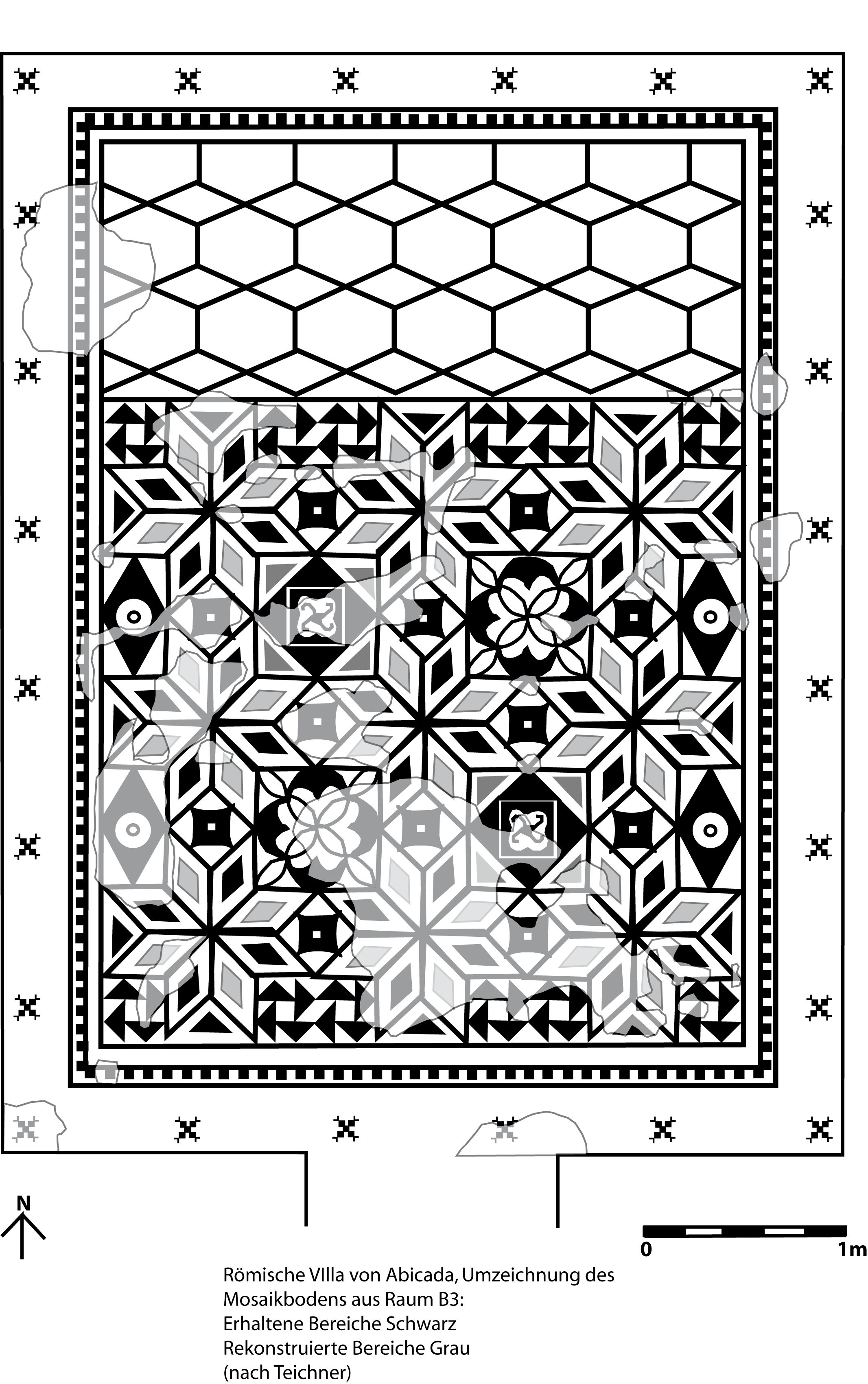
Planta d'un dels mosaics d'Abicada, situat en una sala de la zona central de la casa

### Excavacions i preservació

#### Primera fase
El jaciment de Quinta da Abicada fou excavat al llarg del segle xx. Una d'aquestes fou al 1919 per l'arqueòleg José Leite de Vasconcelos. No obstant això, les primeres grans explotacions es feren per iniciativa de l'arqueòleg José Formosinho el 1938, per a la creació del Museu de Lagos. S'exposaren mosaics, que començaren a sofrir els efectes de la pluja i de l'exposició solar, i això els feu degradar-se. Els principals mosaicos d'Abicada van ser preservats per José Formosinho al Museu Municipal de Lagos. Els vestigis també van ser parcialment destruïts pels propietaris dels terrenys del voltant, i pels visitants, per manca de protecció.
A mitjan segle xx, va ser construït un extens complex agropecuari junt a la ruïnes romanes, que després fou abandonat.

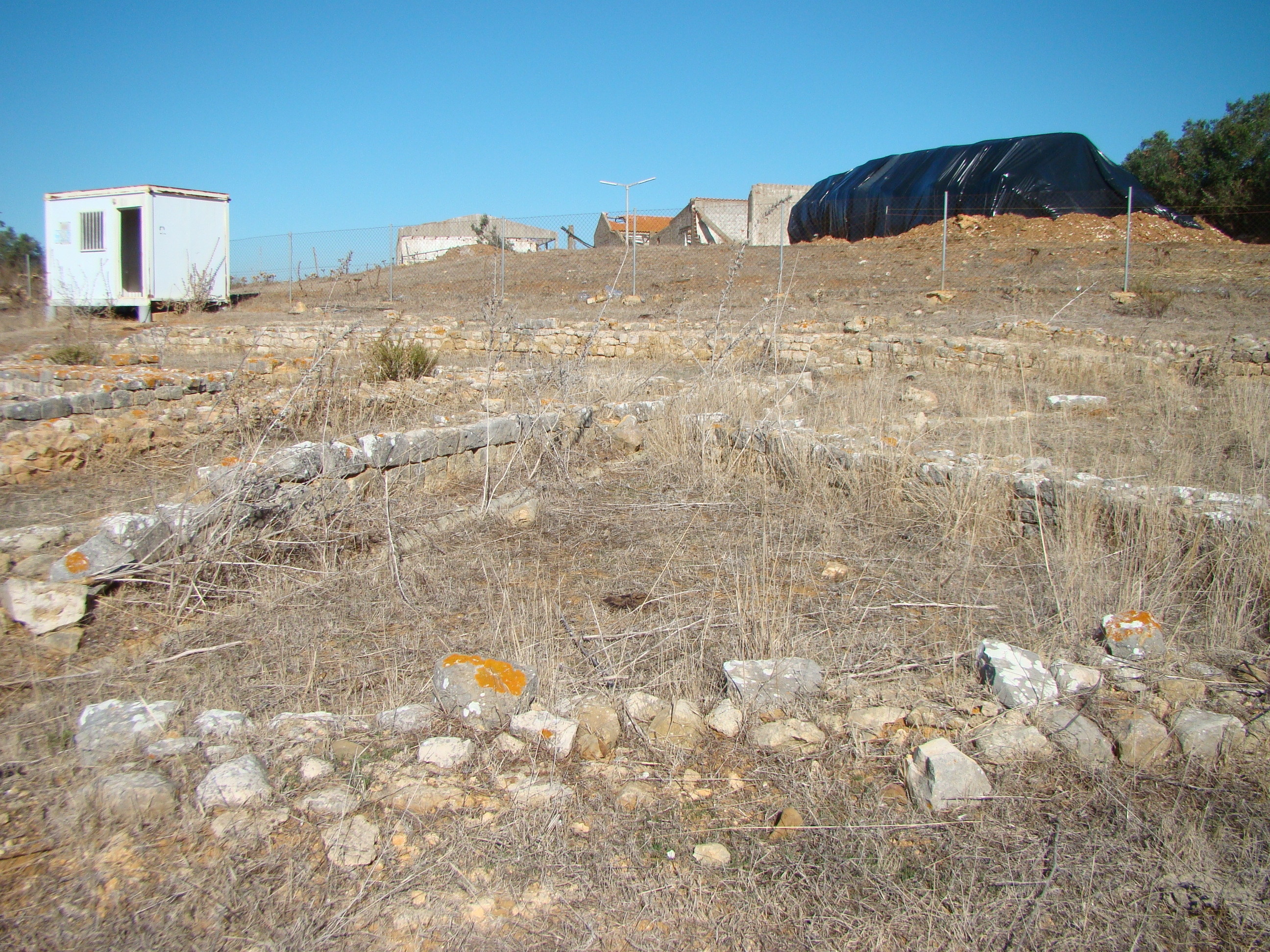
Villa romana d'Abicada a novembre de 2017, veient-se a l'esquerra un edifici de suport, i al fons les ruïnes de l'explotació agrícola construïda al

#### Segona fase
A la primeria de 2010, les ruïnes presentaven marques visibles de vandalisme recent, a causa de la falta de protecció i vigilància. Malgrat això, l'estat ha fet diverses inversions de conservació de les ruïnes, que n'impediren la destrucció total. Algunes obres van ser fetes per grups de joves, dins el programa d'ocupació de temps lliure de la Cambra Municipal de Portimão. Un dels investigadors estrangers que va participar en les excavacions fou Felix Teichner, de la Universitat de Marburg, a Alemanya, que va destacar pels seus treballs en les ruïnes romanes en diversos punts, incloent-hi Cerro de Vila a Vilamoura, Monte Molião a Lagos, i en les ruïnes romanes de Milreu, a Estoi.
Entre 2010 i 2011, diversos especialistes de l'empresa Palimpsesto van traslladar les tessel·les dels mosaics al Museu de Portimão, pel seu avançat estat de degradació a causa de l'erosió i el vandalisme. Els mosaics foren restaurats i després presentats en una exposició.
El 18 d'abril de 2013, el jaciment fou el tema de la conferència Villa Romana da Abicada: Quin futur? al Museu de Portimão.
Al setembre de 2014, va ser inaugurada l'exposició temporal El Mediterrani, ací tan prop al Museu de Portimão, que va exhibir el mosaic de la sala de refeccions d'Abicada, després de ser restaurat.

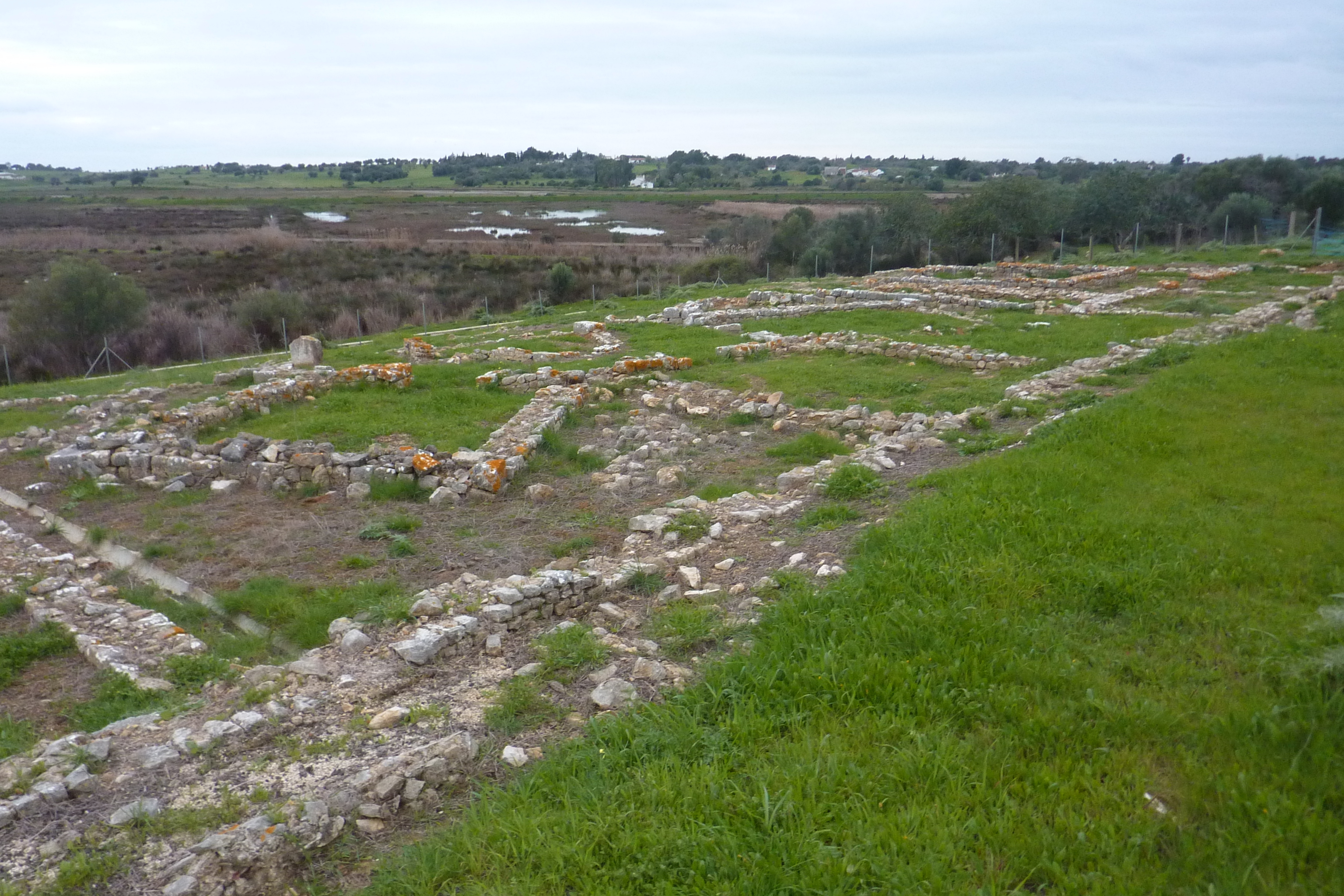
Vista general de les ruïnes d'Abicada, el 2016